# Карпінський Петро
Петро Карпі́нський (нар. 1852, Галичина — пом. близько 1926) — український і польський оперний співак (тенор) і актор театру.

## Біографія
Народився 1852 року на Галичині. З 1877 року виступав у театрі товариства «Руської бесіди», який очолювала Теофіля Романович, а з 1883 року — Іван Гриневецький та Іван Біберович. З 1884 року — у трупі Г. Лясоцького; у 1884—1885 — у трупі Й. Ґрабінського в Любліні. 1885 року дебютував у Львові у ролі Альфреда в оперетті «Кажан» Йоганна Штраусса. Деякий час був у трупі Й. Текслі у Лодзі та Й. Пухнєвського у Любліні.
У 1887—1888 — у складі оперети Львівського театру; 1889 року виступав із трупою Й. Текслі у Каліші; у 1891—1892 роках — у театрі товариства «Руської бесіди» під керівництвом Івана Біберовича. У 1893 році виступав у Любліні та Лодзі, згодом — у Львові (зокрема 1895 року був на гастролях з львівськими артистами у Кракові). У 1897—1898 роках — у Польському театрі в Познані; у 1898—1899 роках — у трупі Й. Ґродзицького і В. Пов'ядовського у Станіславі, Бродах і Новому Сончі; з 1900 року — у трупі Й. Вінярського у Скалаті. Помер близько 1926 року.

## Творчість
виконав партії
- Андрій («Запорожець за Дунаєм» Семена Гулака-Артемовського);
- Іван («Чорноморці» Миколи Лисенка);
- Микита («Капрал Тимко» Віктора Матюка);
- Князь Леопольд («Жидівка» Фроманталя Галеві);
- Йонтек («Галька» Станіслава Монюшка);
- Беппо («Паяци» Руджеро Леонкавалло);
- Лорд Артур («Лючія ді Ламмермур» Гаетано Доніцетті);
- Фауст («Фауст» Шарля Ґуно).

зіграв ролі
- Паріс («Прекрасна Єлена» Жака Оффенбаха);
- Барінкай («Циганський барон» Йоганна Штраусса).